# Lady Constance Bulwer-Lytton
Lady Constance Bulwer-Lytton (12 de enero de 1869 - 2 de mayo de 1923), conocida habitualmente como Constance Lytton, fue una influyente sufragista activista británica, escritora, oradora y defensora de la reforma penitenciaria, el voto femenino y el control de la natalidad. A veces usaba el nombre de Jane Warton.
Aunque nació y creció en la clase dirigente privilegiada de la sociedad británica, Lytton rechazó estos antecedentes para unirse a la Unión Social y Política de las Mujeres (WSPU), el grupo más militante de activistas sufragistas que hacían campaña por el «Voto para las Mujeres».
Posteriormente fue encarcelada cuatro veces, incluyendo una vez en la cárcel de Walton en Liverpool, bajo el nombre de guerra de Jane Warton, donde fue alimentada a la fuerza mientras estaba en huelga de hambre. Eligió el alias y el disfraz de Jane Warton, una «fea costurera londinense», para evitar recibir un trato especial y privilegios debido a sus conexiones familiares: era hija de un virrey y hermana de un miembro de la Cámara de los Lores. Escribió folletos sobre los derechos de la mujer, artículos en el periódico The Times, y un libro sobre sus experiencias, Prisons and Prisoners, que se publicó en 1914.
Mientras estaba presa en Holloway en marzo de 1909, Lytton utilizó un trozo de esmalte roto de una horquilla para tallar la letra "V" en la carne de su pecho, colocada exactamente sobre el corazón. "V" de Voto para las Mujeres.
Lytton permaneció soltera, porque su madre le negó el permiso para casarse con un hombre de un «orden social más bajo», mientras que ella se negó a contemplar la posibilidad de casarse con alguien más. Su ataque al corazón, derrame cerebral y muerte prematura a la edad de 54 años se han atribuido en parte al trauma de su huelga de hambre y a la alimentación forzada por parte de las autoridades de la prisión.

## Primeros años y familia

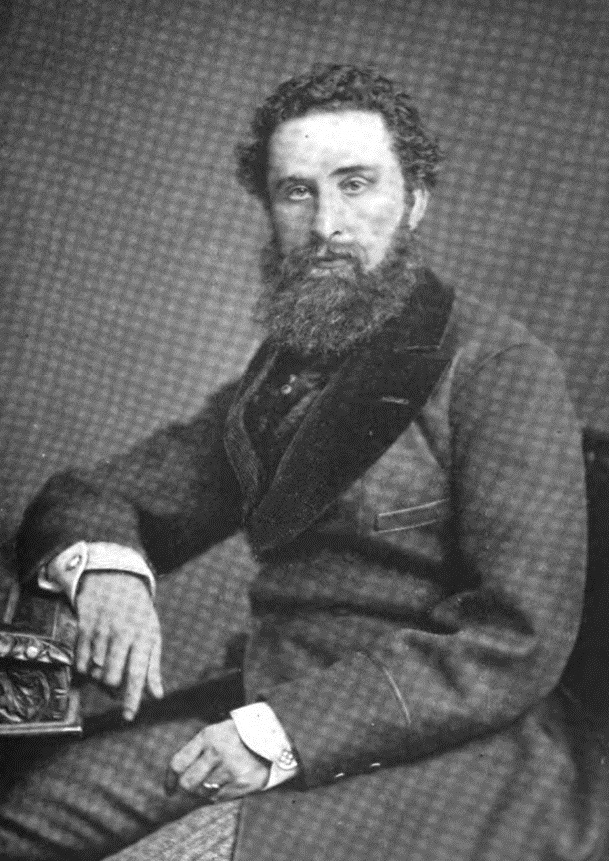
Robert Bulwer-Lytton.

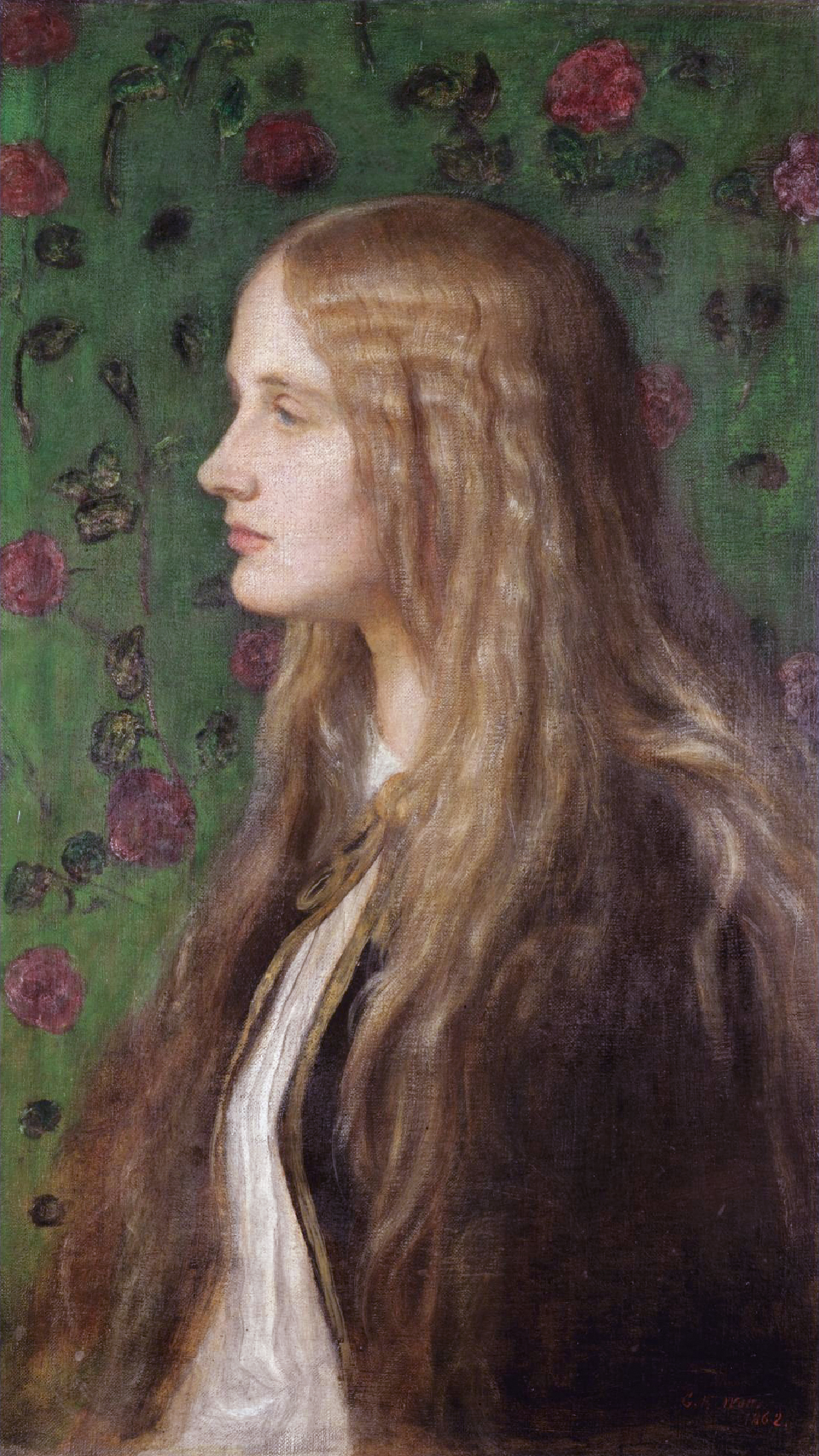
Edith Villiers.

Lytton fue la tercera de siete hijos de Robert Bulwer-Lytton, primer conde de Lytton y Edith Villiers. Pasó algunos de sus primeros años en la India, donde su padre era el Gobernado general; fue él quien hizo la proclamación de que la reina Victoria era la «Emperatriz de la India», Sus hermanos fueron:
- Edward Rowland John Bulwer-Lytton (1865-1871)
- Lady Elizabeth Edith "Betty" Bulwer-Lytton (12 de junio de 1867 - 28 de marzo de 1942). Casada con Gerald Balfour, 2º Conde de Balfour, hermano del futuro Primer Ministro Arthur Balfour.
- Henry Meredith Edward Bulwer-Lytton (1872-1874)
- Lady Emily Bulwer-Lytton (1874-1964). Se casó con el arquitecto Edwin Lutyens. Asociado y confidente de Jiddu Krishnamurti.
- Victor Bulwer-Lytton, 2º conde de Lytton (1876-1947), se casó con Pamela Chichele-Plowden, una de los primeros amores de Winston Churchill, que la había conocido mientras jugaba al polo en Secunderabad.[11]
- Neville Bulwer-Lytton, 3er conde de Lytton (6 de febrero de 1879 - 9 de febrero de 1951)

En los primeros años en la India, Lytton fue educada por una serie de institutrices y, según se informa, tuvo una infancia solitaria. Aparentemente conoció a Winston Churchill mientras vivía en la India, donde él era un rival de su hermano Victor por la mano de Pamela Chichele-Plowden: «La primera vez que ves a Winston Churchill ves todos sus defectos, y el resto de tu vida te pasas descubriendo sus virtudes». Aunque continúo su educación en Inglaterra rodeada de muchos de los grandes nombres artísticos, políticos y literarios de la época, rechazó el modo de vida aristocrático. Después de la muerte de su padre, se retiró para cuidar a su madre, rechazando los intentos de interesarla en el mundo exterior.
Lytton permaneció soltera hasta su muerte; en 1892 su madre le negó el permiso para casarse con un hombre de un «orden social inferior». Durante varios años esperó en vano a que su madre cambiara de opinión, mientras se negaba a contemplar la posibilidad de casarse con otro.

## Sufragio femenino
La fase de reclusión de la vida de Lytton comenzó a cambiar en 1905 cuando se quedó con 1.000 libras esterlinas en la finca de su tía abuela y madrina, Lady Bloomfield, que donó al renacimiento de la Danza Morris, y en sus registros familiares se dice que «su hermano Neville le sugirió que lo donara al Esperance Club, un pequeño grupo de canto y baile para las chicas de la clase trabajadora», donde parte de su cometido era enseñar a bailar la danza Morris. El Esperance Club fue fundado por Emmeline Pethick-Lawrence y Mary Neal en respuesta a las angustiosas condiciones de las jóvenes en el comercio de vestidos de Londres.

### (1908) Conversión a la causa sufragista
Entre septiembre de 1908 y octubre de 1909 la conversión de Constance Lytton a la causa de las sufragistas militantes fue completa. El 10 de septiembre de 1908 escribió a Adela Smith:

Conocí a algunas sufragistas en el 'Green Lady Hostel' dirigido por el Esperance Club,

 en Littlehampton... Han entrado en contacto personal de primera mano con los abusos de la prisión. Mi afición a la reforma penitenciaria ha adquirido así un nuevo vigor... Tengo la intención de entrevistar a la inspectora de la prisión de Holloway, y participaré en el desayuno de sufragistas con el próximo grupo de presas sufragistas liberadas el 16 de septiembre. Tuve una larga charla con Pethick-Lawrence. Habló sobre todo de las mujeres sufragistas, sobre las cuales, aunque simpatizó con la causa, me dejó inconforme en cuanto a mis críticas a algunos de sus métodos.

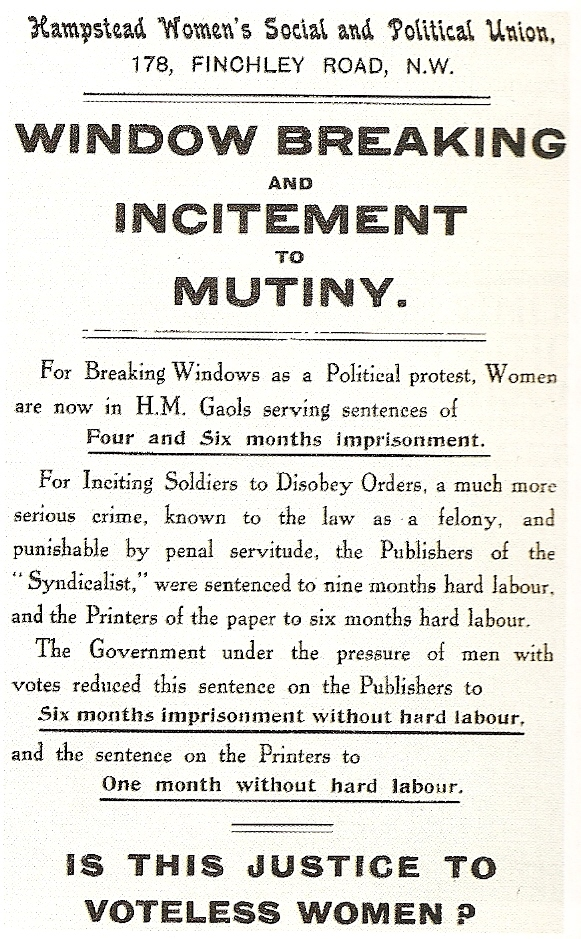
Folleto sufragista.

Posteriormente conoció a otras sufragistas, incluyendo a Annie Kenney y Emmeline Pethick-Lawrence, en el Green Lady Hostel y en un recorrido por la prisión de Holloway. El 14 de octubre de 1908, escribió a su madre:

Fui a la Oficina de Sufragistas para ver a Lawrence y felicitarla por la reunión del día anterior, preguntarle las últimas noticias y finalmente decirle: «Usted conoce mis reservas en cuanto a algunos de sus métodos, pero mis simpatías son mucho más con usted que con cualquiera de sus oponentes... Quiero ser de utilidad si puedo. ¿Hay algo que pueda hacer para ayudarle?» Se habló mucho de ello. Ella dijo, "Sí", yo podría ayudarlos. ¿Podría ver que se le pidiera a Herbert Gladstone que tratara a los sufragistas como delincuentes políticos, que lo son, y no como criminales comunes, que no lo son?.

En Prison and Prisoners, declaró: «Las mujeres han intentado repetidamente, y siempre en vano, todos los medios pacíficos abiertos a ellas para influir en los sucesivos gobiernos. Las procesiones y peticiones eran absolutamente inútiles. En enero de 1909 decidí convertirme en miembro de la Unión Social y Política de las Mujeres (WSPU»). Trabajando para la WSPU dio discursos por todo el país, y usó sus conexiones familiares para hacer campaña en el Parlamento. Escribió al Secretario del Interior Herbert Gladstone pidiendo la liberación de Emmeline Pankhurst y Christabel Pankhurst.

El viernes 8 de octubre de 1909, Christabel Pankhurst y yo íbamos camino a Newcastle. Había decidido que iba a tirar una piedra. Fuimos al Haymarket [un área en el centro de Newcastle] donde probablemente pasaría el coche con David Lloyd George [Canciller del Tesoro]. Cuando oí el motor salí a la carretera, me puse delante del coche y grité: «¿Cómo podéis vosotros, que decís que apoyáis la causa de las mujeres, permanecer en un gobierno que les niega el voto, y que las persigue por pedirlo», y tiré una piedra al coche. Apunté bajo para no herir al chofer o a los pasajeros.

### (1909) Encarcelamiento y automutilación en Holloway
Lytton fue encarcelada en la prisión de Holloway dos veces durante 1909, después de manifestarse en la Cámara de los Comunes, pero su mala salud (un corazón débil) hizo que pasara la mayor parte de su condena en la enfermería. Cuando las autoridades descubrieron su identidad, la hija de Lord Lytton, ordenaron su liberación. El gobierno del Reino Unido también era consciente de que sus problemas de salud y su huelga de hambre podían llevarla al martirio. Enfurecida por tal desigualdad de justicia escribió al Liverpool Daily Post en octubre de 1909 para quejarse del trato favorable que había recibido.
El 24 de febrero de 1909, Lytton escribió a su madre sobre la prisión y la reforma en las prisiones y los prisioneros (Capítulo III-A Deputation to the Prime Minister «Una delegación al Primer Ministro»):

Mi madre ángel, ... Si alguna vez ves esta carta significará que después de unirme a la diputación he sido arrestada y no te veré de nuevo hasta que haya estado en Holloway ... ... Las prisiones, como sabes, han sido mi hobby. La maternidad que me acecha desde hace años se ha ido despertando poco a poco sobre el destino de los prisioneros, el deliberado y cruel daño que se les hace a ellos, a sus almas y cuerpos, el ignorante y exasperante desperdicio de buenas oportunidades en relación con ellos, hasta que ahora el pensamiento de ellos, el anhelo por ellos, se vuelve hacia mí y me tira tan vital e irreprimible como siempre que un niño físico puede llamar a su madre.

Mientras estaba encarcelada en la Prisión de Holloway en marzo de 1909 comenzó a mutilar su cuerpo. Su plan era tatuar «Votos para las mujeres» desde su pecho hasta su mejilla, para que siempre fuera visible. Pero después de completar la «V» en su pecho y costillas pidió vendajes estériles para evitar envenenamiento de la sangre, y su plan fue abortado por las autoridades. Lytton escribió sobre la acción auto-mutilación en Prisons and Prisoners (Capítulo VIII-A Track to the Water's Edge «Una pista al borde del agua»):

Había decidido escribir las palabras "Votos para las mujeres" en mi cuerpo, rascándome la piel con una aguja, empezando por el corazón y terminando en la cara. Propuse mostrar la primera mitad de la inscripción a los médicos, diciéndoles que como sabía que las apariencias eran respetadas por los funcionarios, me pareció bien advertirles que la última carta y un punto final vendrían a mi mejilla, y estarían todavía bastante frescas y visibles el día de mi liberación.

...(la sangre)... A la mañana siguiente, antes del desayuno, me puse a trabajar en serio y, usando cada una de estas [aguja y alfiler de sombrero roto] por turno, logré producir una V muy fina justo sobre mi corazón. Este fue el trabajo de veinte minutos completos, y en mi celo realicé una impresión más profunda de lo que pretendía. El rasguño sangró hasta cierto punto. No deseaba una secuela de intoxicación sanguínea y, temiendo el contacto con la tosca ropa de la prisión, cuando la bruja vino a buscarme para desayunar le pedí un pequeño trozo de pelusa y yeso. 

Fui llevada al Oficial Médico Superior... y el superintendente de la sala, que me hizo pasar a su presencia y expuso la "V" rayada para su inspección, estaba evidentemente muy molesto. Sentí toda la satisfacción de un artesano en mi trabajo. La «V» fue impresa muy clara y uniformemente a pesar del material variable de su fondo, una costilla que forma un bulto incómodo. Como señalé al doctor, se había colocado exactamente sobre el corazón, y registraba visiblemente la pulsación de ese órgano con la misma claridad que la aguja de un reloj, por lo que ya no necesitaba que le pusieran el estetoscopio.

### (1909) Encarcelamiento en Newcastle
En octubre de 1909 Constance Lytton fue arrestada por segunda vez en Newcastle. Había arrojado una piedra envuelta en papel con el mensaje «Para Lloyd George - La rebelión contra la tiranía es la obediencia a Dios - Hechos, no palabras». Su mensaje era una respuesta a la nueva política del gobierno de alimentar por la fuerza a las sufragistas encarceladas que estaban en huelga de hambre.

### (1910) Jane Warton en Liverpool, en la cárcel de Walton

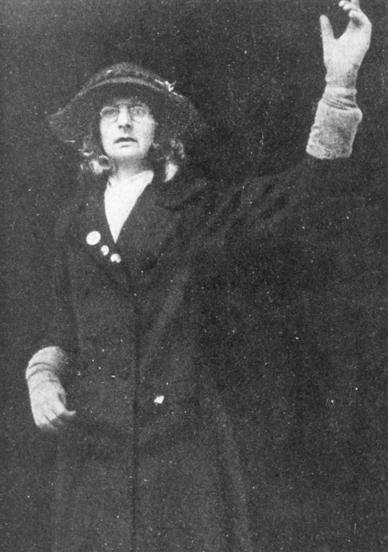
Lytton haciéndose pasar por Jane Warton, una costurera de Londres, en una protesta en Liverpool (1910).

En enero de 1910, convencida de que los prisioneros más pobres eran maltratados, Lytton viajó a Liverpool disfrazada de costurera de clase trabajadora en Londres llamada Jane Warton. Disfrazada continuó, cuando habló en un evento con Sarah Baines y Patricia Woodlock y condujo una manifestación a la casa del gobernador de la prisión exigiendo que la «mancha» de la alimentación forzada fuera eliminada de Liverpool. Fue arrestada después de un incidente en el que se arrojaron piedras a un coche de un diputado, encarcelada en la cárcel de Walton durante 14 días a «trabajos forzados» y alimentada a la fuerza 8 veces. Después de su liberación, aunque desesperadamente débil, escribió relatos de su experiencia para The Times y Votes for Women (la revista mensual de la WSPU, lanzada en 1907). Continuó dando conferencias sobre su experiencia en las condiciones que soportaban las prisioneras sufragistas. Se cree que sus discursos y cartas ayudaron a terminar con la práctica de la alimentación forzada.
Lytton escribió sobre el episodio de «Jane Warton» en Prisons and Prisoners, (Capítulo XII-Jane Warton) y (Capítulo XIII-Walton Gaol, Liverpool:My Third Imprisonment «Mi tercer encarcelamiento»).

Me uní de nuevo a la WSPU, llenando la tarjeta de miembro como «Miss Jane Warton». La elección del nombre había sido fácil. Cuando salí de la prisión de Holloway, una pariente lejana, de nombre F. Warburton, me escribió una carta de agradecimiento, ... pero Warburton era un nombre demasiado distinguido; eso llamaría la atención de inmediato. Debo dejar de lado el «bur» y convertirlo en «Warton». «Jane» era el nombre de Juana de Arco —ya que Juana se traduce más a menudo por «Jane» que por «Joan»— y me traería consuelo en la angustia.

Regresé a la casa de mis amigos, seleccioné de su jardín pequeñas piedras planas para un caso de necesidad, las cuales envolví en papel, y tomé una comida apresurada. Mi amable anfitriona había oído que yo era vegetariana, y me proporcionó un apetitoso plato de peras blancas guisadas.

La policía se apoderó de mí. Como por una vez mi objetivo era ser arrestada y encarcelada, comencé a descargar mis piedras, no a tirarlas, sino a dejarlas caer sobre el seto en el jardín del Gobernador. Una de ellas rozó el hombro de un hombre que se había apresurado a verme arrestada. Le pedí disculpas. Dos policías me sujetaron por los brazos y me llevaron a la comisaría.

#### Alimentación forzada
Dijo que si me resistía tanto con los dientes, tendría que alimentarme por la nariz. El dolor era intenso y al final debí ceder, pues me puso la mordaza entre los dientes, cuando procedió a girarla mucho más de lo necesario hasta que mis mandíbulas quedaron bien separadas, mucho más de lo que podían ir de forma natural. Luego me puso en la garganta un tubo que me pareció demasiado ancho y que medía algo así como un metro de largo. La irritación del tubo era excesiva. Me ahogué en el momento en que me tocó la garganta hasta que bajó. Luego se vertió la comida rápidamente; me mareé unos segundos después de haber bajado y la acción del mareo hizo que mi cuerpo y mis piernas se doblaran, pero los curanderos instantáneamente presionaron mi cabeza y el doctor se apoyó en mis rodillas. El horror fue mayor de lo que puedo describir. Estaba mareada por el médico y las guerreras, y pareció pasar mucho tiempo antes de que me sacaran el tubo. Cuando el doctor se fue me dio una bofetada en la mejilla, no violentamente, sino, por así decirlo, para expresar su despreciativa desaprobación, y parecía dar por sentado que mi angustia era asumida... En poco tiempo oí los sonidos de la alimentación forzada en la celda contigua a la mía. Era casi más de lo que podía soportar, era Elsie Howey, estaba segura. Cuando el horrible proceso terminó y todo se calmó, di un golpecito en la pared y grité con toda mi voz, lo cual no fue mucho en ese momento, «No te rindas», y llegó la respuesta más allá de cualquier duda en la voz de Elsie, «No te rindas».

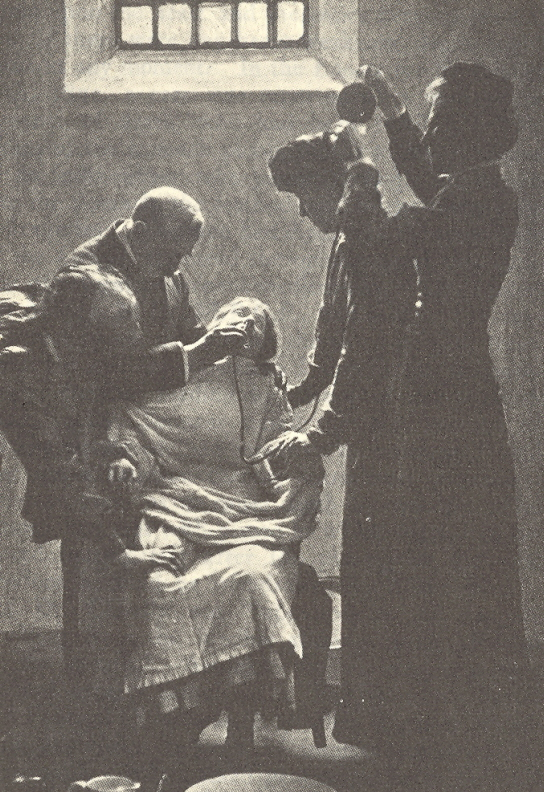
Una sufragista alimentada a la fuerza en la prisión de Holloway durante las huelgas de hambre por el sufragio femenino, alrededor de 1911

La salud de Lytton continuó deteriorándose y sufrió un ataque al corazón en agosto de 1910, y una serie de apoplejías que paralizaron el lado derecho de su cuerpo. Impertérrita, usó su mano izquierda para escribir Prisons and Prisoners (1914), lo que influyó en la reforma de las prisiones.
Lytton había recibido una Hunger Strike Medal «por Valor» de la WSPU.

### 1911 en adelante
En junio de 1911, el hermano de Lytton recibió una carta de Ellen Avery, la directora de la escuela local, y otras cuarenta y una «Mujeres Sufragistas de Knebworth y Woolmer Green» agradeciendo a los Lytton por haber «trabajado por nuestra causa» y «por la fe en nosotras como mujeres»: 17 fueron firmantes de la WSPU, incluyendo a la propia cocinera de Bulwer-Lytton, Ethel Smith, y a Dora Spong, cuya familia fabricaba equipamiento doméstico como picadoras, que la cocinera pudo haber usado, y 9 estaban en la Unión Nacional de Sociedades de Sufragio Femenino (NUWSS), la organización no militante y sufragista. En noviembre de 1911 Constance Lytton fue encarcelada en Holloway por cuarta vez, después de romper ventanas en las Casas del Parlamento, o de una oficina de correos en Victoria Street de Londres. Sin embargo, las condiciones habían mejorado, «todo era civismo; era irreconocible desde la primera vez que estuve allí», y las sufragistas eran tratadas como prisioneras políticas.
Después de que la Unión Postal Mundial terminara su campaña militante al estallar la guerra en 1914, Lytton dio su apoyo a la campaña de Marie Stopes para establecer clínicas de control de la natalidad.
En enero de 1918 el parlamento aprobó un proyecto de ley dando a las mujeres mayores de 30 años el voto si estaban casadas con un propietario o lo eran ellas mismas.

## Fallecimiento y conmemoración

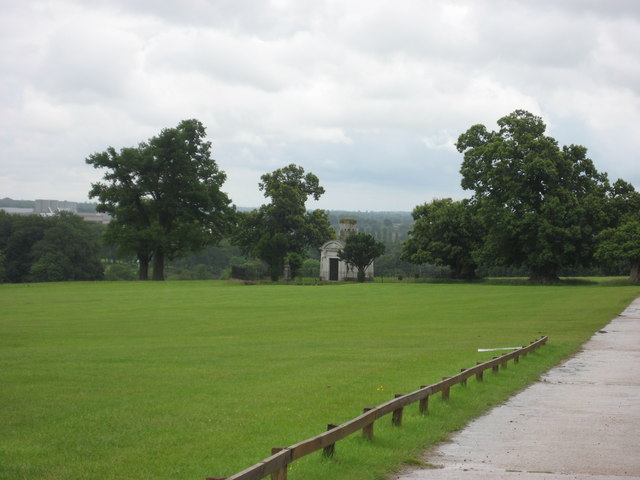
Mausoleo familiar en Knebworth.

Constance Lytton nunca se recuperó del todo de su tratamiento en la prisión, falleció de un ataque al corazón y de un derrame cerebral, y fue atendida en Knebworth por su madre. Vivieron en Homewood, una casa diseñada por su cuñado, Edwin Lutyens. Murió en 1923, a la edad de 54 años, días después de mudarse de Homewood a un piso en Paddington, Londres, en un intento de reiniciar una vida activa. Fue enterrada con los colores púrpura, blanco y verde de las sufragistas depositados en su ataúd. Sus restos yacen en el mausoleo familiar.

## Cronología
Extracto editado del memorial de la Casa Knebworth.
- 1869 - Nacimiento de Lady Constance Georgina Lytton.
- 1880 - La familia deja la India.
- 1887 - La hermana Betty se casa con Gerald Balfour.
- 1897 - La hermana Emily se casa con Edwin Lutyens.
- 1908 - La madrina Lady Bloomfield muere, dejándole 1000 libras. Lytton conoce posteriormente a Annie Kenny y a Emmeline Pethick-Lawrence.
- 1909 - Se convierte en miembro oficial de la WSPU.
- 1909 - Encarcelada por primera vez en febrero de 1909.
- 1909 - Su panfleto "No Votes for Women: A Reply to Some Recent Anti-Suffrage Publications", es publicado.
- 1909 - Encarcelada por segunda vez en Holloway en octubre de 1909.
- 1910 - Se disfraza de Jane Warton y es encarcelada por tercera vez en Walton Gaol, Liverpool, en condiciones terribles. Fue alimentada a la fuerza varias veces.
- 1910 - Escribe sobre sus experiencias en The Times.
- 1911 - Encarcelada por cuarta vez, en Holloway en noviembre de 1911.
- 1912 - Sufre un derrame cerebral del que nunca se recupera del todo, pero continúa escribiendo Prisons and Prisoners:[6] un relato de su tiempo en custodia.
- 1914 - Se publica Prisons and Prisoners.[6]
- 1918 - La Representation of the People Act 1918 otorga el voto a todos los hombres y mujeres mayores de 30 años.
- 1923 - Lytton muere a la edad de 54 años.
- 1928 - La Ley de Representación del Pueblo de 1928 otorga el voto a las mujeres por los mismos motivos que a los hombres.